# فيوليت باثراست
فيوليت إيميلي ميلدريد باثراست(بالإنجليزية: Violet Emily Mildred Bathurst) هي سياسية بريطانية حاصلة رتبة الإمبراطورية البريطانية.وُلدت فيوليت في 29 أبريل عام 1895 وتُوفيت في 19 يناير 1966. كانت عضوةً في حزب المحافظين . وعند وفاة زوجها اللورد أبسلي، خلفته كنائبة في البرلمان عن مقاطعة بريستول سنترال في انتخابات فرعية أُجريت عام 1943. وشغلت المقعد حتى عام 1945حتى فاز به مرشح حزب العمال.
وُلدت فيوليت ميلدريد إميلي في 29 أبريل 1890 في ماريليبوني بلندن للكابتن بيرترام ميكينغ من فرقة هوسارس 10 وزوجته فيوليت شارلوت نيلي فليتشر.
عملت خلال الحرب العالمية الأولى مع فرقة المعونة الطوعية في مستشفى مارش كورت العسكري. أبدت اهتمامًا مبكرًا بالسياسة وكانت رئيسة رابطة نساء ساوثامبتون المحافِظة في عام 1924.
وفي 27 فبراير 1924، تزوجت من لورد أبسلي، وأنجبا ولدين: هنري ألن جون (1927-2011) وجورج بيرترام (1929-2010).
حصلت فيوليت على رخصة الطيران في عام 1930 وخدمت في الخدمة الإقليمية المساعدة خلال الحرب العالمية الثانية بعد انتخابه في البرلمان.
تُوفي زوجها في حادث طائرة في عام 1943، وخلفته كنائبة في البرلمان عن مقاطعة بريستول سنترال في انتخابات فرعية أُجريت عام 1943 بأغلبية 1،559 صوت. وفي الانتخابات العامة عام 1945، فقدت مقعدها، ولم يتم إعادة انتخابها للبرلمان. عملت بين عامي 1952 و 1954كعضوة في المجلس المركزي لرابطة فيكتوريا. وشغلت العديد من المناصب في حزب المحافظين، وشغلت منصب الرئيس الوطني لقسم النساء في الفيلق البريطاني. حصلت على رتبة الإمبراطورية البريطانية للخدمات العامة والاجتماعية في عام 1952 أثناء تكريمات عيد الميلاد.

## روابط خارجية
- Hansard 1803–2005: contributions in Parliament by Lady Apsley